# 曾世英
曾世英（1899年6月13日—1994年7月11日），字俊千，男，江苏常熟人，中国地图学家、地名学家，曾任第二、三届全国人大代表，第五、六届全国政协委员。

## 家庭
孪生弟曾世荣。